# Гефілте гелзеле
Гефілт гелзеле або гелзел (їд. געפילטע העלזל «фарширована шийка») — ашкеназо-єврейська страва зі шкіри (шиї) птиці, начиненої борошном, манною крупою, панірувальними сухарями або борошном з маци (у приготуванні на Песах), субпродуктами, смальцем і смаженою цибулею.

## Історія
Назва страви походить від слова на їдиш «хелзл» (העלזל, «шийка»), яке, своєю чергою, походить від німецького Hals.
Страва народилася із прагнення економно приготувати всю курку: один птах давав і бульйон для супу, і стегенця, і котлети з м'яса, і фаршировану шию, наповнену субпродуктами. Пізніше фарширувати стали не тільки шию, а й усю шкіру з курки, хоча згадка шиї в назві так і залишилася.
Аж до XX століття ця страва була комфортною їжею ашкеназі, яку зазвичай подавали в Шабат і на єврейські свята. У XX та XXI століттях його популярність знизилася. Завдяки євреям страва також міцно увійшла до одеської кухні.

## Приготування
Зазвичай використовуються курячі чи гусячі шийки, або практично вся шкіра, але без ніг. Можна використовувати шийки/шкіру качки або індички. До складу начинки також можуть входити начинки, такі як рубане серце, шлунок, печінка. Іноді начинку присмачують часником та чорним перцем. Гелзеле можна приготувати в курячому супі або використовувати як інгредієнт човлент. Через форму ковбаси та начинки з борошна гефілте гелзеле іноді називають «хибною кишкою» (false kishke). Наповнена начинкою шкіра зшивається ниткою.
Ашкеназький гелзеле схожий на тебіт, іраксько-єврейський варіант хаміну, який включає цілу курячу шкіру, наповнену сумішшю рису, нарізаного курячого м'яса і трав.